# Кочергин, Александр Иванович
Кочергин Александр Иванович (род. 24 октября 1946, Усть-Каменогорск) — советский и казахстанский спортсмен, заслуженный тренер Республики Казахстан по радиоспорту, мастер спорта международного класса Республики Казахстан по спортивной радиопеленгации.

## Биография
Родился 24 октября 1946 года в г. Усть-Каменогорске, Восточно-Казахстанская область, Казахстан.
Получил высшее образование в Алма-Атинском энергетическом институте по специальности инженер-электрик и в Восточно-Казахстанском Государственном университете по специальности психолог. Также окончил Высшую школу психологии в Лос-Анджелесе, Калифорния.
Профессиональный целитель РК. Государственная лицензия ЛП № 004582 от 20.12.2004 выдана Министерством здравоохранения РК по виду деятельности биоэнергетика, диагностика, лечебный массаж.
С 1968 по 1989 год заведовал радиолабораторией в областной станции юных техников. С 1990 по 2004 год работал директором Восточно-Казахстанской школы высшего спортивно-технического мастерства по радиоспорту. С 2005 по 2008 год работал заместителем директора школы по АХЧ.
Радиолюбительством занимается с 1963 года. С 1968 года работает в радиолюбительском эфире — позывной «UN2J».

## Основные достижения
- Мастер спорта СССР по радиоспорту (1978)[1][2].
- Чемпион СССР по радиоспорту 1990 года, Белоруссия[1].
- Бронзовый призёр Чемпионата Мира 2010 года, Хорватия[1].
- Бронзовый призёр Чемпионата Европы 2011 года, Румыния[1].
- Бронзовый призёр Чемпионата Мира 2012 года, Сербия[2][3].
- Бронзовый призёр Чемпионата Мира 2016 года, Болгария[4].
- 2-х кратный Чемпион Европы 2017, 2019 годов, Литва, Словения[5].
- Серебряный призёр Чемпионата Мира 2018 года, Южная Корея[6].
- Бронзовый призёр Чемпионата Мира 2022 года, Болгария[7]
- Серебряный призёр Чемпионата Мира 2022 года, Болгария[8]
- 3-х кратный Бронзовый призёр Чемпионата Мира 2023 года, Чехия[9][10][11]
- 13-ти кратный Чемпион Азии (3 Регион ИАРУ), Австралия, Япония, Южная Корея, Китай, Монголия, США[1].
- 15-ти кратный Чемпион Казахстана по радиоспорту[1].
- 9-ти кратный серебряный призёр Казахстана по радиоспорту[1].
- 6-ти кратный бронзовый призёр Казахстана по радиоспорту[1].
- Заслуженный тренер Республики Казахстан по радиоспорту[1].
- Мастер спорта международного класса Республики Казахстан по радиоспорту[1].
- С 1994 года по 2008 год государственный тренер Республики Казахстан по радиоспорту.
- С 1996 года по 2008 год воспитал 14 мастеров спорта международного класса, 25 чемпионов и призёров Мира, Европы и Азии по радиоспорту.
- Радиоконструирование: Бронзовая медаль ВДНХ СССР за представленный экспонат — радиопередатчик для спортивной радиопеленгации на 3,5 МГц и 145 МГц. 1978 год.

## Настольная игра «Королевские шахматы 100»

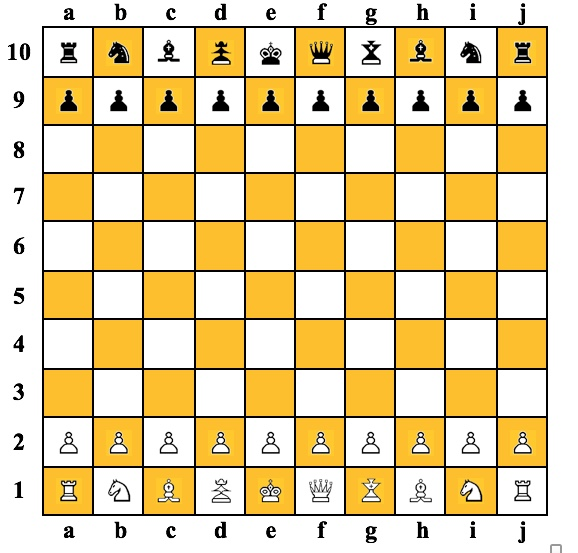
Шахматы стоклеточные

Александр Кочергин разработал свою версию стоклеточных шахмат. В декабре 2012 года Комитет по правам интеллектуальной собственности Министерства Юстиции Республики Казахстан выдал Кочергину А. И. инновационный патент KZ A4 N 26576 «Настольная игра „Шахматы стоклеточные“».
В шахматах Кочергина доска дополнена вертикалями «I» и «J» и горизонталями «9» и «10» с традиционными темными и светлыми клетками. В комплекте фигур каждой стороны 10 пешек, 8 традиционных шахматных фигур и две дополнительных фигуры — «Принц» и «Принцесса».
В отличие от большинства альтернативных версий шахмат, где дополнительные фигуры объединяют ходы ладьи и слона с ходом коня, в версии Кочергина «принц» и «принцесса» ходят оригинально: по прямой в любом направлении, но не более чем на два поля. Более существенным является введение механизма «наследования»: при наличии на доске принца король может быть взят противником, при этом принц превращается в короля и игра продолжается. Аналогичным образом взятие ферзя (королевы) приводит к тому, что принцесса превращается в королеву. Также внесены изменения в начальную позицию, правила хода пешки и рокировку.
29 октября 2014 года игра была презентована участникам Чемпионата мира по шахматам в Греции